# Talkhamt
Talkhamt, também grafado Talkhempt (em árabe: تالخمت), é uma cidade localizada na província de Batna, no noroeste da Argélia. Em 2008, sua população era de 19 973 habitantes.